# 사와구치촌
사와구치촌(沢口村)은 아키타현 기타아키타군에 있던 촌이다. 현재의 기타아키타시 중심부의 남쪽 일대, 요네시로강 사키시, 오다테 노시로 공항 주변에 해당한다.

## 역사
- 1889년 4월 1일 -정촌제 시행에 의해 3촌의 구역으로 성립하였다.
- 1955년 4월 1일 - 사가에촌, 보자와촌, 나나쿠라촌과 합병해, 새로운 다카노스정이 성립해, 동일 나나쿠라촌이 폐지되었다.

## 교통

### 철도노선
현재는 구촌역에 아키타내륙종관철도 아키타내륙선의 죠몬코가다역이 소재하지만, 당시는 미개업.

### 도로
- 아니 가도(현:국도 105호선)